# Дюгамель, Осип Осипович
Осип Осипович Дюгамель (1768—1840) — лифляндский губернатор, тайный советник (05.11.1827), сенатор.

## Биография
Родился 2 августа 1768 года в Варшаве.
Вступил в службу сержантом в 1776 году в лейб-гвардии Измайловский полк, в 1778 году переведён капитаном в Нарвский пехотный полк, в 1788 году был в походе против шведов и в 1790 году секунд-майором переведён в мушкетёрский полк, переименованный потом в Санкт-Петербургский гренадерский, в 1792 году был в походе в Польше, взят в плен в 1794 году и содержался в Варшаве до взятия этого города фельдмаршалом Суворовым.
В 1797 году Дюгамель переименован в коллежские асессоры и определен в юстиц-коллегию советником, через два года был определён советником Курляндского губернского правления, в 1806 году назначен Лифляндским вице-губернатором, а 13 мая 1811 года — Лифляндским губернатором и получил в следующем году чин действительного статского советника. 24 августа 1811 года пожалован орденом Святой Анны 2-й степени.
В 1813 году Дюгамель пожалован орденом Св. Анны 1-й степени, в 1819 году назначен председателем комиссии для введения нового положения о лифляндских крестьянах, в 1821 году ему было поручено главное управление гражданскими делами Остзейских губерний на время отсутствия Рижского военного губернатора, в 1825 году, по случаю отпуска генерал-губернатора за границу, Дюгамель исполнял ту же должность с прибавлением к Остзейским губерниям и Псковской.
В 1827 году он был назначен сенатором, в 1828 году — почётным опекуном Санкт-Петербургского опекунского совета и в 1833 году был председателем комиссии для разбора Радзивилловских дел.
Умер 20 декабря 1840 года в Санкт-Петербурге, похоронен на Волковом лютеранском кладбище.

## Семья
Дюгамель был женат на Генриетте Карловне фон Гейкинг (1774—1862), которая прежде была несколько месяцев замужем за бароном А. Ф. Корфом, пока, по несходству характеров, они принуждены были разойтись. Дети:
- Александр (1801—1880), Западно-Сибирский генерал-губернатор;
- Сергей (1802—1865), генерал-майор;
- Иосиф (1804—1819);
- Людвиг (1805—?);
- Лев (1806—1882);
- Карл (1808—1858), известный юрист;
- Луиза;
- Михаил (1812—1896), адмирал;
- Елизавета.